# Cornwall (Île-du-Prince-Édouard)
Pour les articles homonymes, voir Cornwall.

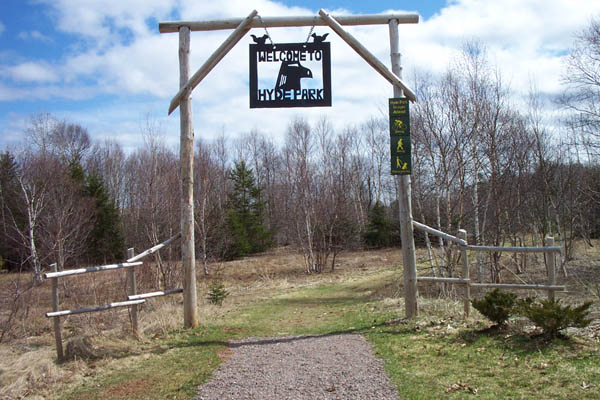
Entrée du parc Hyde à Cornwall.

Cornwall est une ville canadienne de l'Île-du-Prince-Édouard, située dans le comté de Queens.
La ville est établie sur la route transcanadienne, à l'ouest de la capitale de l'île, Charlottetown, dont elle est la ville-dortoir.
Au recensement de 2011, on y a dénombré une population de 5 375 habitants.

## Histoire
La communauté de Cornwall commence son histoire avec une colonie européenne au XVIIIe siècle et était une communauté majoritairement agricole jusqu'à la construction de la Route 1, la route Transcanadienne, au début des années 1960. Plusieurs subdivisions furent créées près de l'intersection de la nouvelle autoroute avec le chemin Meadowbank, dont une petite artère commerçante.
Le village fut incorporé par le gouvernement provincial en 1995 par fusion municipale qui a vu ces communautés non incorporées se fusionner :
- Cornwall
- North River
- Elliot River
- East Wiltshire
- York Point

La fusion n'a pas vu de controverses. Il fut réclamé que le nom de la communauté de Cornwall serait conservé tandis que les autres disparaîtraient.  Les résidents de North River et les autres communautés intégrées ont demandé un nouveau nom de communauté, comme dans le cas de Stratford (fusionné au même moment).

## Démographie
| 2001  | 2006  | 2011  | 2016  |
| ----- | ----- | ----- | ----- |
| 4 412 | 4 677 | 5 162 | 5 348 |

## Éducation
Le village de Cornwall a quatre écoles du Eastern School District : 
- Westwood Primary School
- Eliot River Elementary
- East Wiltshire Junior High
- Bluefield High School

## Personnalités
- Adam McQuaid, joueur de hockey de la LNH, champion de la coupe Stanley en 2011

## Transport
Les gens peuvent voyager sur les autobus du transport en commun de T3 Transit entre les différentes villes.